# Cylindropuntia munzii
Cylindropuntia munzii là một loài thực vật có hoa trong họ Cactaceae. Loài này được (C.B.Wolf) Backeb. mô tả khoa học đầu tiên năm 1966.

## Hình ảnh

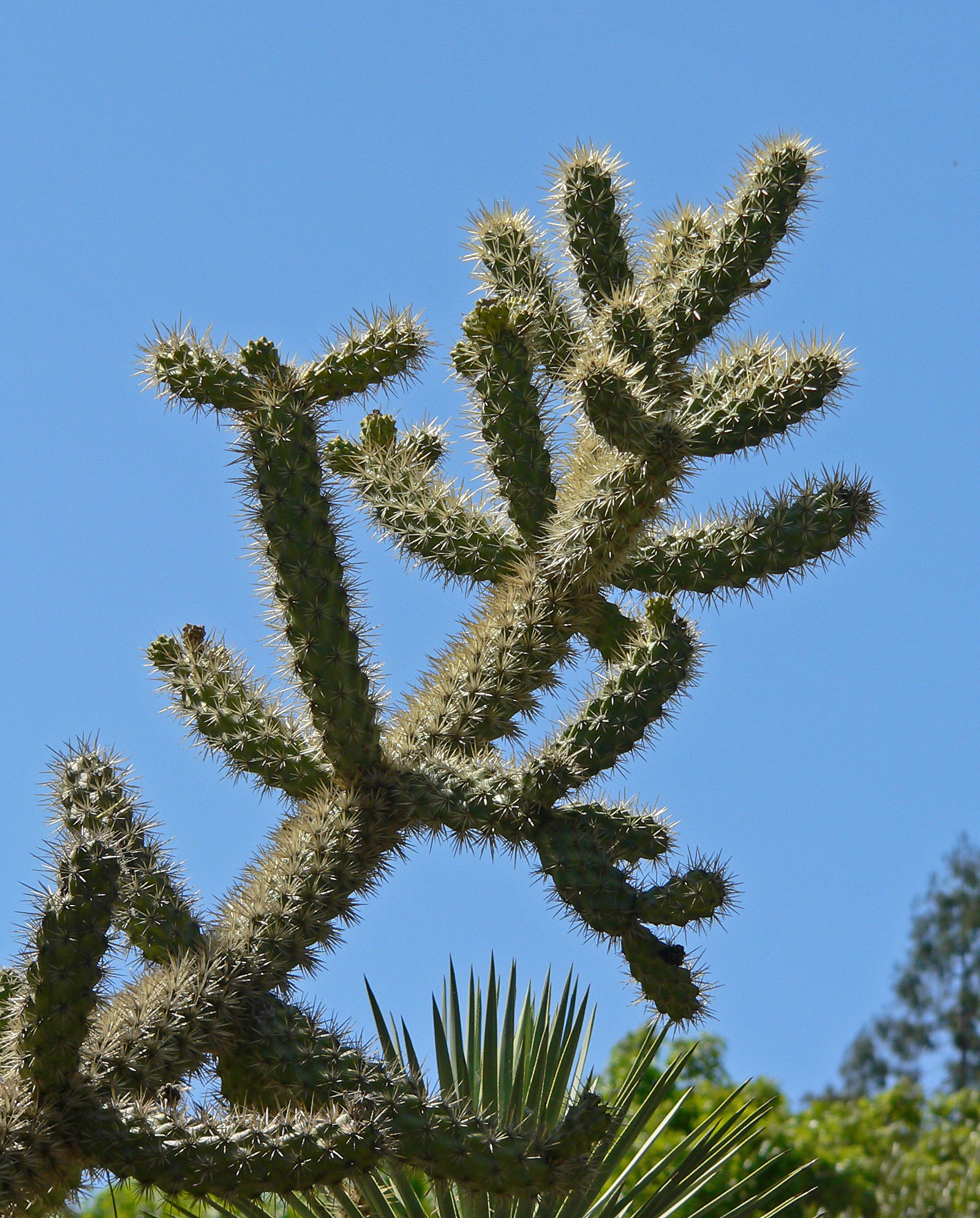
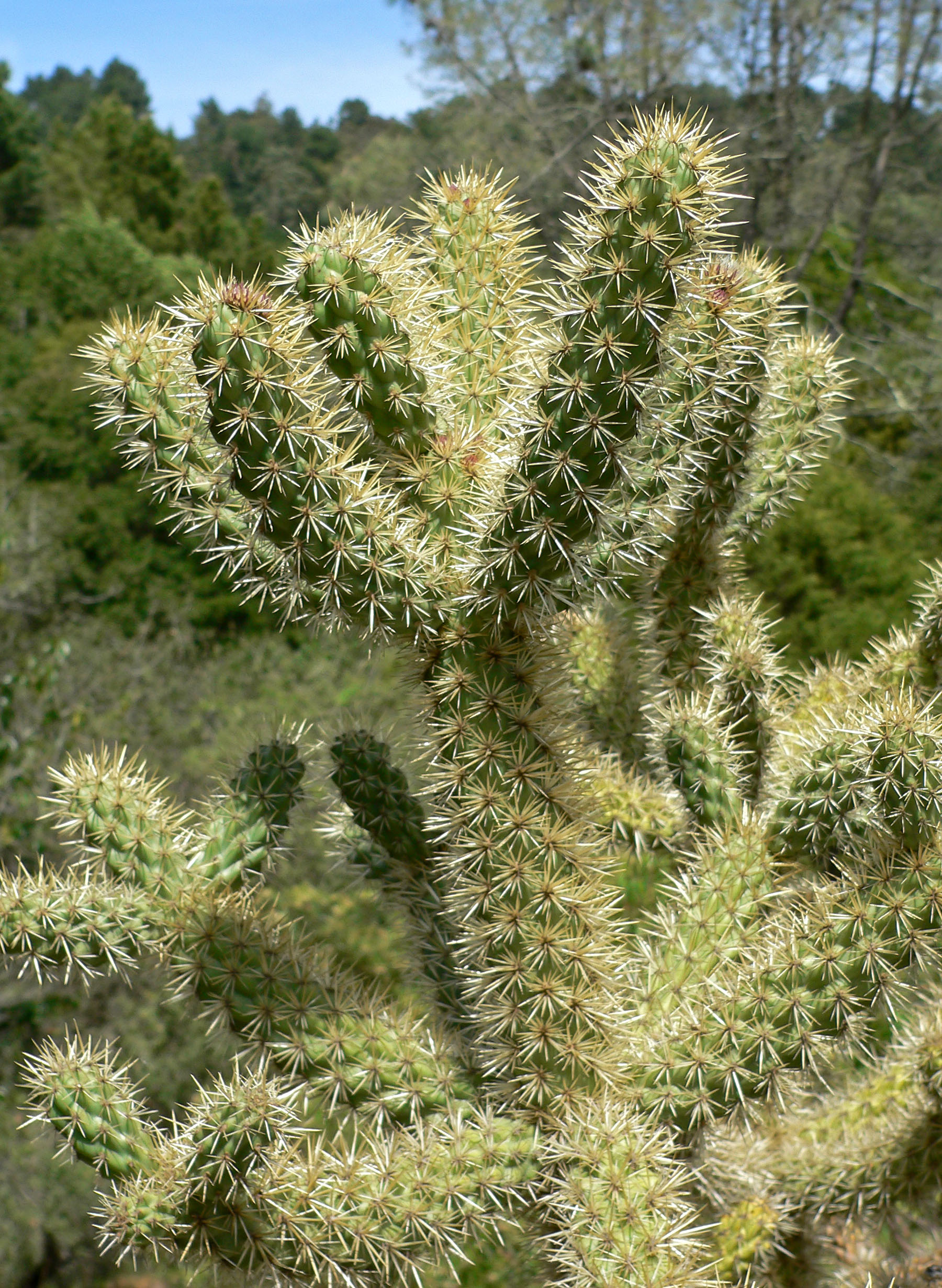
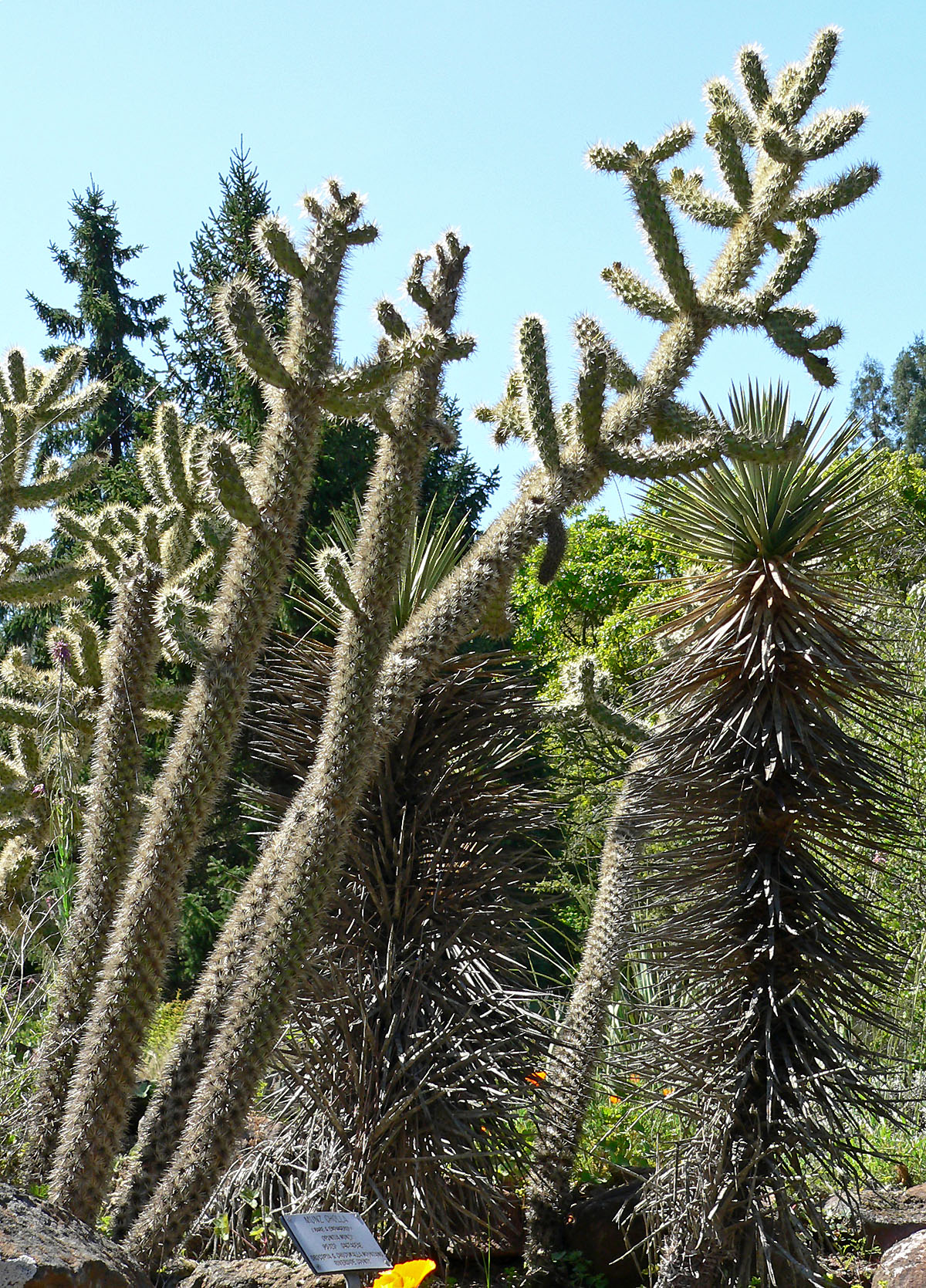
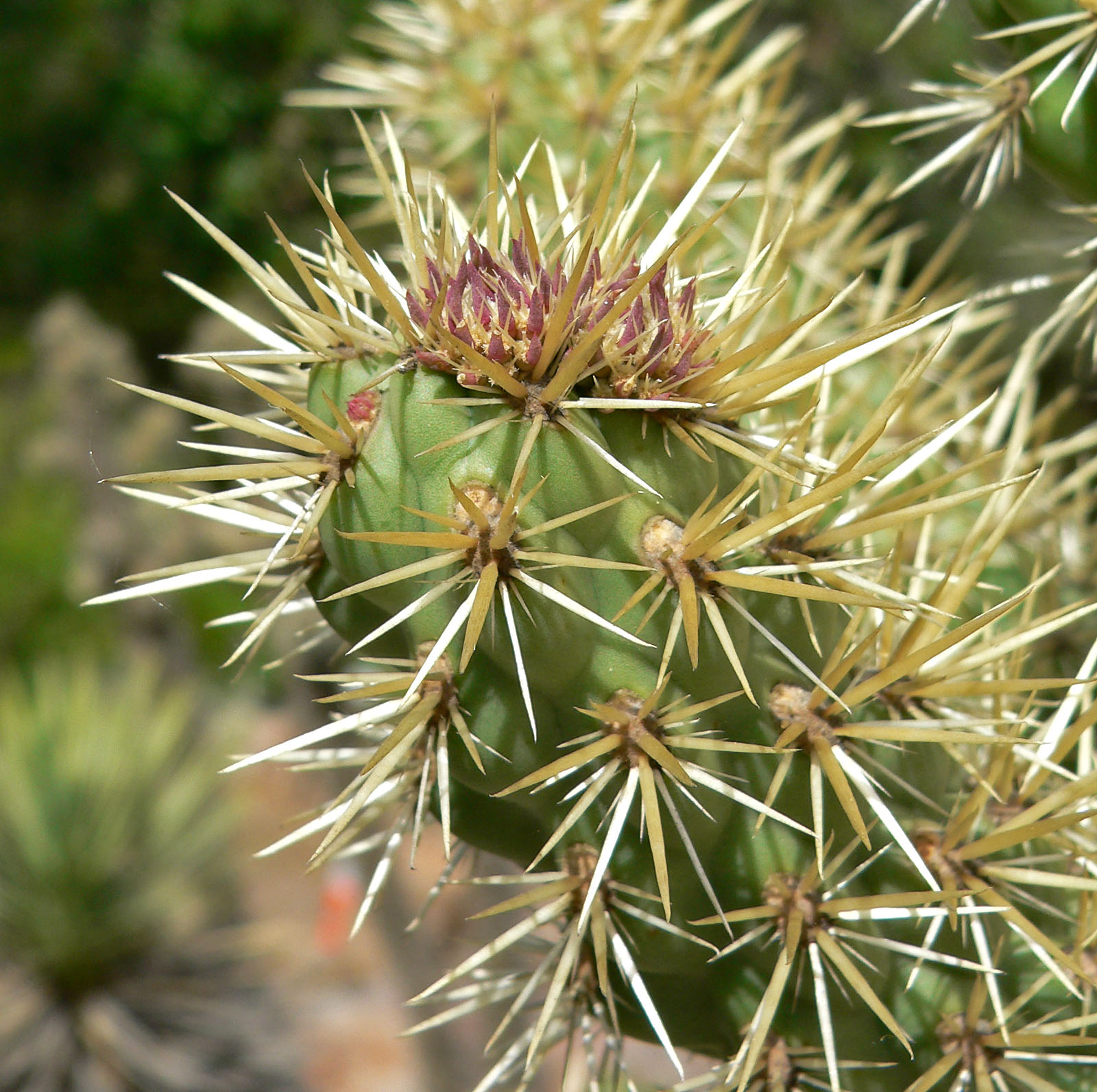